# Себастьян Гісхамер
Себастьян Гісхамер (13 жовтня 1988, Зальцбург) — австрійський футбольний арбітр. Арбітр ФІФА та УЄФА з 2019 року. Судить матчі в Бундеслізі з 2017 року.

## Суддівська кар'єра
15 квітня 2017 року Гісхамер відсудив свій перший матч у чемпіонаті Австрії. Під час матчу між командами «Адміра Ваккер» — «Санкт-Пельтен» (2–0 на користь господарів) арбітр чотири рази показав жовту картку.
Гісхамер дебютував у єврокубках 11 липня 2019 року під час матчу між «Дебреценом» і «Кукесі» в рамках першого кваліфікаційного раунду Ліги Європи УЄФА. Гра закінчилася з рахунком 3–0, і Гісхамер шість разів показав жовту картку.
Він відсудив свій перший міжнародний матч на рівні збірних 7 жовтня 2020 року, коли Словенія перемогла Сан-Марино з рахунком 4:0 завдяки голам Неманьї Митровича (двічі), Гаріса Вучкича та Райко Репа. Під час цього матчу австрійський арбітр не показав жодної картки.